# Exenatid
Exenatid ist künstlich hergestelltes Exendin-4, ein Polypeptid, das im Speichel der nordamerikanischen Gila-Krustenechse (Heloderma suspectum) gefunden wurde. Es wurde 2005 als erste Substanz der Wirkstoffklasse der Inkretinmimetika (GLP-1-Agonisten) unter dem Handelsnamen Byetta (Hersteller: AstraZeneca) als Medikament zur Blutzuckersenkung bei Diabetes mellitus zugelassen.

## Therapeutische Aspekte

### Pharmakologie
Die Struktur des Peptids ähnelt dem menschlichen Hormon Glucagon-like Peptid 1 (GLP-1). Dieses Dünndarmhormon, das nach einer Mahlzeit freigesetzt wird, stimuliert in den β-Zellen der Bauchspeicheldrüse die Ausschüttung des blutzuckersenkenden Hormons Insulin (siehe auch Inkretin-Effekt). Exenatid besteht wie Exendin-4 aus 39 Aminosäuren, mit einer zusätzlichen C-terminalen Amidgruppe. Es wirkt durch eine glukoseabhängige Anregung der Insulinsekretion und eine Reduktion der Ausschüttung des Insulin-Gegenspielers Glucagon unmittelbar blutzuckersenkend. Es wird im Körper weniger schnell abgebaut als humanes GLP-1 und ist deshalb länger wirksam.

### Zulassungsstatus
Seit 2005 ist Exenatid in den USA als Medikament unter dem Handelsnamen Byetta zugelassen. 2006 erfolgte die Zulassung durch die Europäische Kommission und 2007 kam Byetta in Deutschland auf den Markt. 2011 wurde eine nur einmal wöchentlich zu injizierende Retardform von Exenatid unter dem Namen Bydureon europäisch zugelassen.

### Anwendung und Wirkung
Exenatid wird aufgrund seiner chemischen Struktur bei oraler Gabe nicht resorbiert, sondern muss (subkutan) gespritzt werden. Es wird in der Behandlung des Typ-2-Diabetes als Alternative oder als ergänzende Therapie eingesetzt, wenn durch die alleinige Anwendung von oralen Antidiabetika keine ausreichende Blutzuckerkontrolle erreicht werden kann oder orale Medikamente nicht vertragen werden. Exenatid wird etwa 30 bis 60 Minuten vor einer Mahlzeit subkutan verabreicht. Neben der Blutzuckersenkung verzögert es die Magenentleerung, reduziert den Appetit und steigert das Sättigungsgefühl. Da die Wirkung vom Blutzuckerspiegel abhängig ist, besteht nur ein geringes Risiko für das Auftreten einer Unterzuckerung. Die Gewichtsabnahme ist dabei unabhängig vom Auftreten gastrointestinaler Nebenwirkungen wie Übelkeit oder Erbrechen.

### Unerwünschte Wirkungen
Als häufigste Nebenwirkungen treten bei rund der Hälfte der Patienten mindestens einmal während der Behandlung gastrointestinale Störungen wie Übelkeit, Erbrechen und Durchfall auf. Deren Ausprägung ist bei den meisten Patienten leicht bis mäßig und abhängig von der Dosierung. Die Häufigkeit und Schwere dieser Nebenwirkungen nehmen im Therapieverlauf ab. Weitere häufige Nebenwirkungen sind Kopfschmerzen, Schwindel, vorübergehende Schwäche und Unruhe.
Vereinzelte Meldungen über das Auftreten einer akuten Pankreatitis unter Exenatid konnten in Studien nicht sicher auf das Medikament zurückgeführt werden, so fand eine 2010 veröffentlichte, retrospektive Studie kein erhöhtes Risiko für eine akute Pankreatitis unter Exenatid, sondern ein allgemein bei Diabetikern erhöhtes Risiko für das Auftreten einer akuten Pankreatitis.
2011 informierte die Arzneimittelkommission der deutschen Ärzteschaft (AKdÄ) über zwei Fälle, bei denen bei mit Exenatid behandelten Patienten ein Pankreaskarzinom diagnostiziert wurde. Die AkdÄ empfahl den Einsatz von Exenatid nur in speziellen Situationen. Studien über den Zusammenhang zwischen GLP1-Agonisten, den ähnlichen DPP4-Hemmern und Karzinomrisiko sind widersprüchlich.
Die Entwicklung von Antikörpern gegen Exenatid ist dokumentiert, allerdings ist nicht bekannt, ob diese langfristig zur Toleranzentwicklung führen. Akute immunologische Reaktionen wie beispielsweise eine anaphylaktische Abwehrreaktion wurden sehr selten beobachtet.

## Wirtschaftliche Verordnung
2008 hat der Gemeinsame Bundesausschuss (G-BA) einen Therapiehinweis zur Behandlung mit Exenatid veröffentlicht. Darin informiert der G-BA über den Umfang der Zulassung sowie über Wirkung, Wirksamkeit und Risiken, gibt Empfehlungen zur wirtschaftlichen Verordnungsweise, zu den Kosten und zu gegebenenfalls notwendigen Vorsichtsmaßnahmen bei der Verordnung.

## Handelsnamen
Byetta, Bydureon (Retardformulierug)